# Суюнчходжа-хан
Суюнчходжа-хан (перс. سویونچ خوجه خان‎; узб. Suyunchxoʻjaxon / Suyunchakxon / Suyunchik Sulton; 1454—1525 годы, Ташкент) — потомок тимурида Мирзо Улугбека, второй представитель узбекской династии Шейбанидов, который в 1511—1512 годах правил в Бухарском ханстве и являлся удельным правителем Ташкентского вилайета (1503/1508—1525).
Начиная со времени правления Суюнчходжа-хана и при его наследниках отмечается усиление роли узбекского языка в литературной жизни региона и Ташкент становится центром притяжения многих представителей интеллектуальной элиты.

## Имя
Настоящее имя Суюнчходжа-султана — Абду Наср Камал ад-дин Севинч-бек, из-за чего в исторической литературе его имя также упоминается как Севинчходжа-хан и Севиндж-хаджа.

## Происхождение
|  |  |  |  |  |  | Чингисхан          |                    |                    |                    |                    |                    |                |  |  |  |  |  |                    |                    |                    |                    |                    |                    |  |  |  |  |  |  |  |  |  |  |  |  |  |  |  |  |
|  |  |  |  |  |  |                    |                    |                    |                    |                    |                    |                |  |  |  |  |  |                    |                    |                    |                    |                    |                    |  |  |  |  |  |  |  |  |  |  |  |  |  |  |  |  |
|  |  |  |  |  |  | Джучи-хан          |                    |                    |                    |                    |                    |                |  |  |  |  |  |                    |                    |                    |                    |                    |                    |  |  |  |  |  |  |  |  |  |  |  |  |  |  |  |  |
|  |  |  |  |  |  |                    |                    |                    |                    |                    |                    |                |  |  |  |  |  |                    |                    |                    |                    |                    |                    |  |  |  |  |  |  |  |  |  |  |  |  |  |  |  |  |
|  |  |  |  |  |  | Шибан Бахадур      |                    |                    |                    |                    |                    |                |  |  |  |  |  |                    |                    |                    |                    |                    |                    |  |  |  |  |  |  |  |  |  |  |  |  |  |  |  |  |
|  |  |  |  |  |  |                    |                    |                    |                    |                    |                    |                |  |  |  |  |  |                    |                    |                    |                    |                    |                    |  |  |  |  |  |  |  |  |  |  |  |  |  |  |  |  |
|  |  |  |  |  |  | Байнал             |                    |                    |                    |                    |                    |                |  |  |  |  |  |                    |                    |                    |                    |                    |                    |  |  |  |  |  |  |  |  |  |  |  |  |  |  |  |  |
|  |  |  |  |  |  |                    |                    |                    |                    |                    |                    |                |  |  |  |  |  |                    |                    |                    |                    |                    |                    |  |  |  |  |  |  |  |  |  |  |  |  |  |  |  |  |
|  |  |  |  |  |  | Есу-Бука           |                    |                    |                    |                    |                    |                |  |  |  |  |  |                    |                    |                    |                    |                    |                    |  |  |  |  |  |  |  |  |  |  |  |  |  |  |  |  |
|  |  |  |  |  |  |                    |                    |                    |                    |                    |                    |                |  |  |  |  |  |                    |                    |                    |                    |                    |                    |  |  |  |  |  |  |  |  |  |  |  |  |  |  |  |  |
|  |  |  |  |  |  | Джучи-Бука-хан     |                    |                    |                    |                    |                    |                |  |  |  |  |  |                    |                    |                    |                    |                    |                    |  |  |  |  |  |  |  |  |  |  |  |  |  |  |  |  |
|  |  |  |  |  |  |                    |                    |                    |                    |                    |                    |                |  |  |  |  |  |                    |                    |                    |                    |                    |                    |  |  |  |  |  |  |  |  |  |  |  |  |  |  |  |  |
|  |  |  |  |  |  | Абдал-султан       |                    |                    |                    |                    |                    |                |  |  |  |  |  |                    |                    |                    |                    |                    |                    |  |  |  |  |  |  |  |  |  |  |  |  |  |  |  |  |
|  |  |  |  |  |  |                    |                    |                    |                    |                    |                    |                |  |  |  |  |  |                    |                    |                    |                    |                    |                    |  |  |  |  |  |  |  |  |  |  |  |  |  |  |  |  |
|  |  |  |  |  |  | Мунк-Тимур-хан     |                    |                    |                    |                    |                    |                |  |  |  |  |  |                    |                    |                    |                    |                    |                    |  |  |  |  |  |  |  |  |  |  |  |  |  |  |  |  |
|  |  |  |  |  |  |                    |                    |                    |                    |                    |                    |                |  |  |  |  |  |                    |                    |                    |                    |                    |                    |  |  |  |  |  |  |  |  |  |  |  |  |  |  |  |  |
|  |  |  |  |  |  | Фулад-султан       | Фулад-султан       | Фулад-султан       | Фулад-султан       | Фулад-султан       | Фулад-султан       |                |  |  |  |  |  | Амир Темур         | Амир Темур         | Амир Темур         | Амир Темур         | Амир Темур         | Амир Темур         |  |  |  |  |  |  |  |  |  |  |  |  |  |  |  |  |
|  |  |  |  |  |  | Фулад-султан       | Фулад-султан       | Фулад-султан       | Фулад-султан       | Фулад-султан       | Фулад-султан       |                |  |  |  |  |  | Амир Темур         | Амир Темур         | Амир Темур         | Амир Темур         | Амир Темур         | Амир Темур         |  |  |  |  |  |  |  |  |  |  |  |  |  |  |  |  |
|  |  |  |  |  |  | Ибрахим-султан     | Ибрахим-султан     | Ибрахим-султан     | Ибрахим-султан     | Ибрахим-султан     | Ибрахим-султан     |                |  |  |  |  |  | Шахрух             | Шахрух             | Шахрух             | Шахрух             | Шахрух             | Шахрух             |  |  |  |  |  |  |  |  |  |  |  |  |  |  |  |  |
|  |  |  |  |  |  | Ибрахим-султан     | Ибрахим-султан     | Ибрахим-султан     | Ибрахим-султан     | Ибрахим-султан     | Ибрахим-султан     |                |  |  |  |  |  | Шахрух             | Шахрух             | Шахрух             | Шахрух             | Шахрух             | Шахрух             |  |  |  |  |  |  |  |  |  |  |  |  |  |  |  |  |
|  |  |  |  |  |  | Даулат-шейх-султан | Даулат-шейх-султан | Даулат-шейх-султан | Даулат-шейх-султан | Даулат-шейх-султан | Даулат-шейх-султан |                |  |  |  |  |  | Мирзо Улугбек      | Мирзо Улугбек      | Мирзо Улугбек      | Мирзо Улугбек      | Мирзо Улугбек      | Мирзо Улугбек      |  |  |  |  |  |  |  |  |  |  |  |  |  |  |  |  |
|  |  |  |  |  |  | Даулат-шейх-султан | Даулат-шейх-султан | Даулат-шейх-султан | Даулат-шейх-султан | Даулат-шейх-султан | Даулат-шейх-султан |                |  |  |  |  |  | Мирзо Улугбек      | Мирзо Улугбек      | Мирзо Улугбек      | Мирзо Улугбек      | Мирзо Улугбек      | Мирзо Улугбек      |  |  |  |  |  |  |  |  |  |  |  |  |  |  |  |  |
|  |  |  |  |  |  | Абулхайр-хан       | Абулхайр-хан       | Абулхайр-хан       | Абулхайр-хан       | Абулхайр-хан       | Абулхайр-хан       |                |  |  |  |  |  | Рабия Султан-бегим | Рабия Султан-бегим | Рабия Султан-бегим | Рабия Султан-бегим | Рабия Султан-бегим | Рабия Султан-бегим |  |  |  |  |  |  |  |  |  |  |  |  |  |  |  |  |
|  |  |  |  |  |  | Абулхайр-хан       | Абулхайр-хан       | Абулхайр-хан       | Абулхайр-хан       | Абулхайр-хан       | Абулхайр-хан       |                |  |  |  |  |  | Рабия Султан-бегим | Рабия Султан-бегим | Рабия Султан-бегим | Рабия Султан-бегим | Рабия Султан-бегим | Рабия Султан-бегим |  |  |  |  |  |  |  |  |  |  |  |  |  |  |  |  |
|  |  |  |  |  |  |                    |                    |                    |                    |                    |                    |                |  |  |  |  |  |                    |                    |                    |                    |                    |                    |  |  |  |  |  |  |  |  |  |  |  |  |  |  |  |  |
|  |  |  |  |  |  |                    |                    |                    |                    |                    |                    | Суюнчходжа-хан |  |  |  |  |  |                    |                    |                    |                    |                    |                    |  |  |  |  |  |  |  |  |  |  |  |  |  |  |  |  |

У основателя Узбекского улуса Абулхайир-хана (1428—1468) было одиннадцать сыновей, девятым из которых был Суюнчходжа-султан. Мать Суюнчходжа-султана, Рабия Султан-бегим была дочерью правителя державы Тимуридов — Мирзо Улугбека (1409—1449). У Абулхайир-хана и Рабия Султан-бегим были ещё два сына, старший брат Суюнчходжа-султана — Кучкунджи-султан и его младший брат — Ак-Бурун-султан.
По историческим данным, генеалогия Суюнчходжа-хана выглядела следующим образом (см. врезку).

## Политика и военная деятельность
Начиная с последних десятилетий XV века Суюнчходжа-султан участвовал в сражениях Шибанидов за господство в Узбекском улусе против Керей-хана и Жанибек-хана, а также в начале XVI века в походах своего племянника Шейбани-хана на Мавераннахр.
Известный богослов и путешественник, историограф Рузбихан Исфахани, даёт следующую характеристику Суюнчходжа-хану:
Его высочество доблестный, благородно мыслящий султан, славный государь, высокостепенный падишах, Суюндж-хваджа-султан, который является [жемчужиной] моря бытия его величества ... великого хана Абу-л-Хайр-хана ... Престол Ташкента и подчиненных ему областей находится во властной и могучей руке его высочества.
Шейбани-хан (1500—1510), основатель новой династии, назначил в 1503 году (по другим данным в 1508 году) султаном Ташкентского владения своего дядю — Суюнчходжа-султана. Согласно сведениям из сочинения Ходжи Абулбака ибн Бахауддина «Жоме ал-Макамаат» (XVII век), войско Шейбанидов во главе с Суюнчходжа-султаном осадило Ташкент и в итоге захватило его, несмотря на героическую защиту города, организованную Ходжой Тахиром, потомком Шейха Хаванд Тахура.
Рузбихан Исфахани в своих сочинениях писал о составе войска Суюнчходжа-султана. По его словам, более чем десятитысячное войско состояло из всадников-узбеков, «происхождение которых не смешано с монголами и чагатаями». Достоинства этого войска были высоко оценены автором.

### Верховный хан Шейбанидов — хан Бухарского ханства
В 1511 году, через несколько месяцев после неожиданной смерти Шейбани-хана в битве при Мерве, Суюнчходжа-хан был избран Верховным ханом. Возведение его на престол проходило в Самарканде в соборной мечети Тимура более известной под названием Биби-ханым.

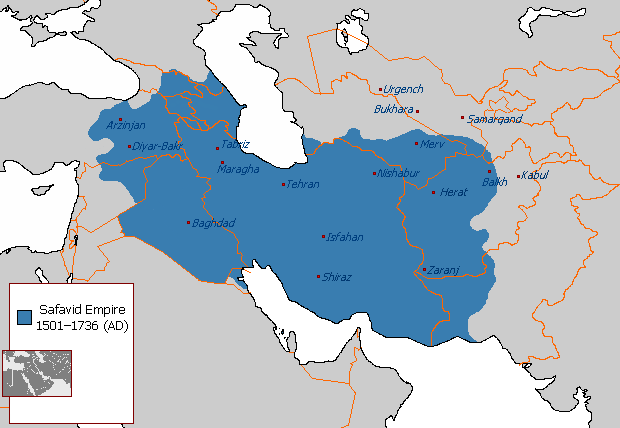
Владения Сефевидского Ирана

А тем временем сефевидский шах Исмаил I продолжает наступление на восток: без боя берётся Герат, на главные посты назначаются люди шаха. Весной 1511 года Исмаил I вступает в Заамударьинские области Южного Туркестана. Мухаммед Тимур-султан и Убайдулла-хан через бывшего визиря Шейбани-хана ходжи Камаледдина Махмуда Сагарджи просят Исмаила I не вступать на Мавераннахр с чем шах соглашается и этот поступок своих сородичей вызывает негодование у Суюнчходжа-хана. В результате все районы по левому берегу Амударьи на короткое время отходят к Сефевидам, а правый берег остаётся у Шейбанидов. Суюнчходжа-хан был несогласен с таким исходом дел и «хотел не допустить возможности примирения с человеком, которому Шейбаниды были обязаны мстить за кровь своего родича».

#### Ферганский поход

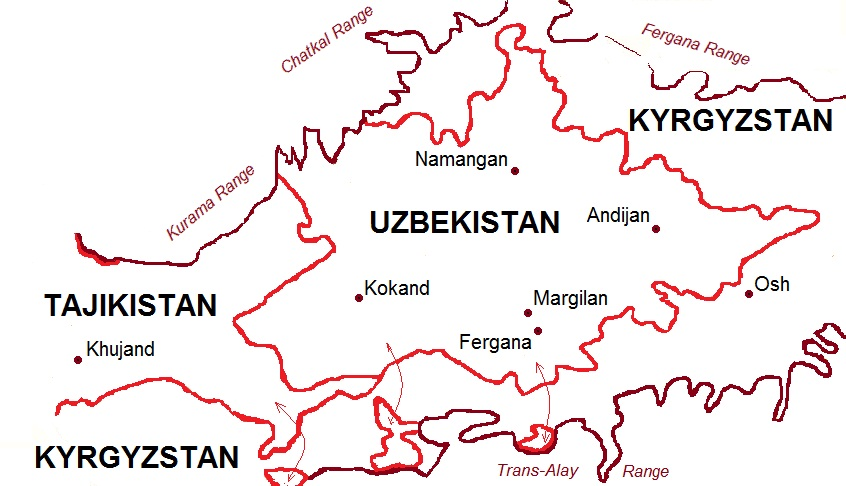
Ферганская долина на современных территориях республик Средней Азии

В 1511 году Суюнчходжа-хан организовал поход на Фергану против тамошнего властителя Султан-Саид-хана, назначенного наместником ещё Бабуром. Битва между ними произошла у реки Ангрен и сам Суюнчходжа-хан лично принимал в ней участие. Войска Султан-Саид-хана были разбиты несмотря на двукратное превосходство в численности. Суюнчходжа-хан приехал в Фергану и оставив в Андижане своего сына Кельди Мухаммеда возвратился в Ташкент. А Султан-Саид-хан, сбежав в сторону Восточного Туркестана, позже основал там государство Мамлакат-и-Моголийе.

#### Гиждуванская битва
В 1512 году при правлении Суюнчходжа-хана происходило решающее сражение в Гиждуване, в войне Шейбанидов Мавераннахра с одной стороны и контингента из Сефевидского Ирана под командованием Наджма Сани с другой, в ходе которой Шейбаниды во главе с Убайдулла-ханом одержали решительную победу над армией Наджма Сани.

#### Политика и власть в Бухарском ханстве
Суюнчходжа-хан, после своего восхождения на престол возвратил своим сородичам вынужденно отнятые у них Шейбани-ханом уделы, а сыну Шейбани-хана Мухаммед Тимур-султану он дополнительно передал в удел области на юге страны — Кеш, Несеф, Гузар и Дербент с прилегающими к ним землями, то есть территорию до берегов Амударьи. В конце 1512 года, все шейбанидские султаны собрались в Самарканде и с согласия Убайдулла-хана призвали сюда старшего брата Сунчходжа-хана — Кучкунджи-султана для того, чтобы быть правителем. После чего Суюнчходжа-хан отказывается от титула Верховного хана и на правах старшинства передаёт его своему старшему брату. Кучкунджи-хан (1512—1530) становится Верховным ханом династии.
В указанный период согласно данным академика Бартольда В. В. до провозглашения Суюнчходжа-хана Верховным ханом Шейбанидов знатные люди столицы Самарканда организовывали совещание во главе с начальником дивана Убайдулла-султана — Ходжа низама. Убайдулла-султан с согласия знатных людей Самарканда объявляется ханом и указывает прочитать хутбу на своё имя, но потом посылает посла сообщить об этом Суюнчходже. Суюнчходжа отвечает, что предоставляет ему завоёванную им область, то есть Бухару, и впоследствии даже после объявления Кучкунджи-хана Верховным ханом вся фактическая власть остаётся в руках Убайдуллы-хана. Он отправляется в Бухару и оттуда раздаёт владения шейбанидским султанам.

### Политика в Ташкентском вилайете
После провозглашения Верховным ханом своего брата Суюнчходжа-хан возвращается в свой удел. В это время в ташкентской цитадели запирается оставленный им на своё место Мухаммед Касым Кухбурде и Суюнчходжа-хану приходится организовывать осаду Ташкента. После нескольких дней осады берётся крепость и некоторые из мятежников приговариваются к высшей мере наказания. С этого момента и вплоть до своих последних дней Суюнчходжа-хан продолжает править Ташкентским вилайетом почетным ханским титулом.

#### Битвы против казахских ханов и султанов
23 февраля 1509 года Шейбани-хан вынужден был третий раз пойти с походом на северо-восточные границы, поскольку перед этим Джаниш султан совершил грабительский поход на Бухару и Самарканд, захватив много людей в плен. В этой битве со своим 13-тысячным войском был и Суюнчходжа-султан. По данным Рузбихана Исфахани, войско Суюнчходжи-султана особо выделялось своей сплочённостью, боевым духом и проявлением отваги во время битвы.
В 1513 году Суюнчходжа-хан отразил нападение на Ташкент Касым-хана, который был сбит с коня прямо в разгар сражения, но чудом выжил, лишь благодаря тому, что противники не узнали хана. Как пишет академик Бартольд В. В., опираясь на слова Мирза Мухаммад Хайдара, «Касым-хан после этого уже не мечтал о завоеваниях». Суюнчходжа-хан несколько раз совершал походы против казахских султанов и возвращался с большой добычей.
В «Тарих-и-бихан» говорилось о том, что в 1522—1523 годы правитель Ташкента Суюнджходжа-хан выступил в сторону Дешт-и-Кипчака на войну с казахами и одержал победу, однако имён его противников источник не называл. Но информация слишком краткая, чтобы понять, как поражение повлияло на политическую ситуацию в Казахском ханстве.

#### Походы на Южный Туркестан и на Хорасан

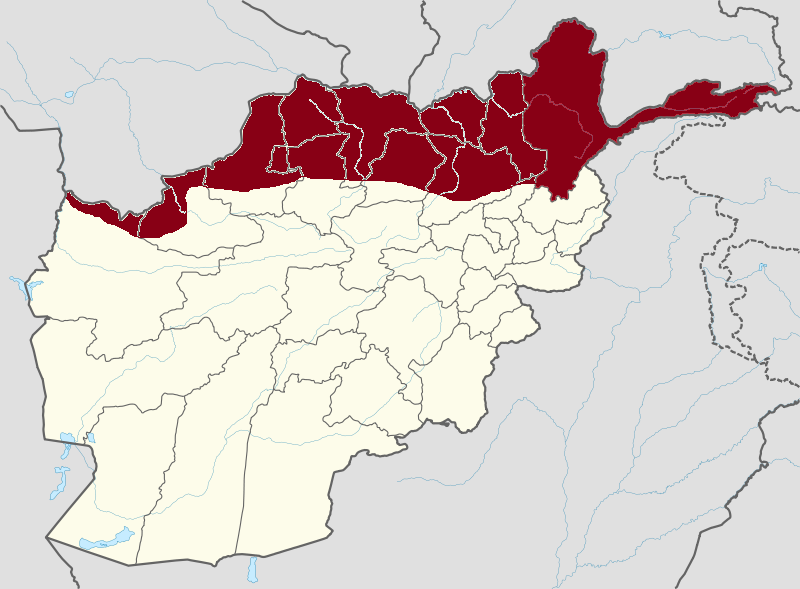
Приблизительная территория Южного Туркестана согласно этническому атласу Афганистана

Во время сбора узбекских султанов в Бухаре для организации похода на Хорасан, туда же прибывает и Суюнчходжа-султан со своим войском. Итогом встречи стало решение совершить поход на Кундуз, Баглан и Бадахшан. По возвращении войск из похода с большой добычей, Суюнчходжа-хан безуспешно старается уговорить ханов и султанов организовать поход на Хорасан, а сам вынужденно возвращается в Ташкент, где ему несколько раз приходится сразиться с казахскими султанами.
После всех побед над монгольскими и казахскими султанами Суюнчходжа-хан объявил поход на Хорасан. Снова Шейбанидские ханы и султаны собрались в Бухаре, переправились через Амударью, подступили к Герату и когда город уже почти был взят, султаны неожиданно решили вернуться обратно. Суюнчходжа-хан, неохотно последовав их примеру, вынужденно возвратился в Ташкент и стал активно готовиться к новому походу, чему позже помешала его смерть.

## Политика в области культуры

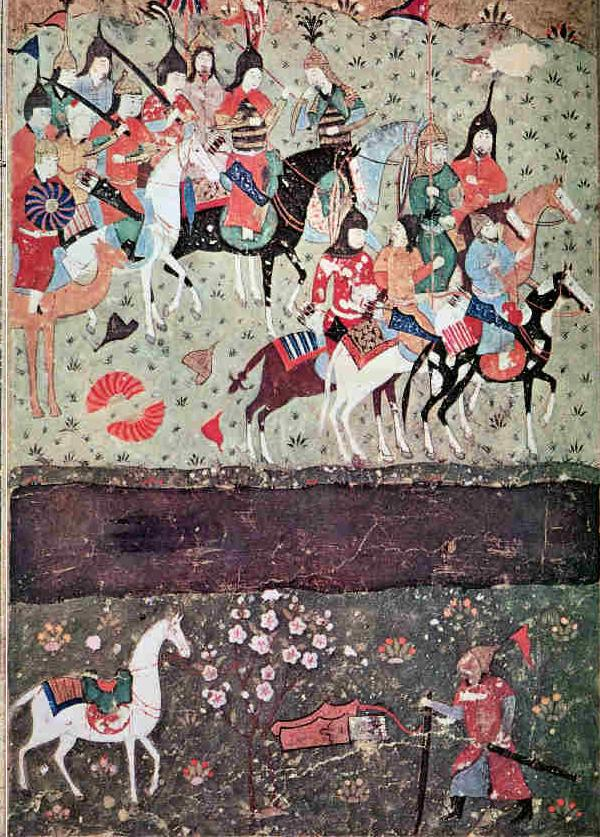
Миниатюра шейбанидской эпохи из труда М. б. О. Кухистани «Та'рих-и Абу-л-Хайр-хани» (Джелал ад-Дин, прикрывавший отход своих войск, а затем спасшийся вплавь с конём через Инд, вытирает насухо свой меч на глазах изумлённого его храбростью Чингисхана)

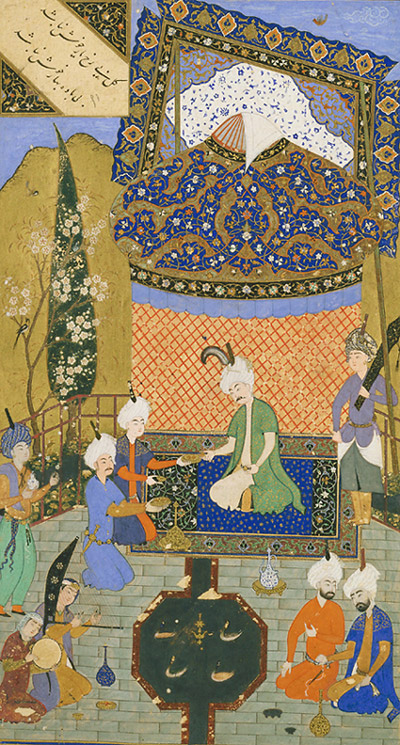
Миниатюра шейбанидской эпохи, 1523 год

Начиная со времени правления Суюнчходжа-хана и при его наследниках отмечается усиление роли узбекского языка в литературной жизни региона; Ташкент становится центром притяжения многих представителей интеллектуальной элиты. По приказу Суюнчходжа-хана несколько сочинений были переведены с персидского языка на узбекский. Позже для его сына Науруз Ахмед-хана была переписана прекрасно оформленная рукопись «Бустан» персидского поэта Саади Ширази.
На староузбекском языке составлялись и официальные документы ташкентских удельных правителей. Образцы таких документов, к примеру ранее неизвестные документы из «Сборника ярлыков», хранятся до сих пор. Эти документы включены в рукописный фонд Института востоковедения Академии наук Узбекистана под инвентарным номером «1644» и представляют большой интерес для науки. Сборник содержит 146 фирманов (ярлыков), суюргальных и тарханных грамот XVI—XIX веков, выданных ханами и местными правителями на имя сайидов Караскана — потомков «святого» Султан-Саида. Самый ранний документ выдан Суюнчходжа-ханом в 928 (1521/22) г. х. Саиду Фазыл Али, а последний — Насриддин-ханом, сыном Худояр-хана, на имя Саида Джалаладдин-ходжи в раджабе 1292 г.х. (август 1876).
Суюнчходжа-хан был просвещенным правителем и следуя традициям своих предков Мирзо Улугбека и Абулхайир-хана собирал при своем дворе известных ученых, писателей и поэтов. Среди них упоминаются: Васифи, Абдулла Насруллахи, Масуд бен Османи Кухистани. Также, Васифи с 1518 года являлся воспитателем сына Суюнчходжа-хана Кельди Мухаммеда, с которым после смерти его отца в 1525 году переехал в Ташкент, а после смерти своего бывшего воспитанника стал воспитателем его сына, Абу-л-Музаффар Хасан-султана.
Абдулла Насруллахи по поручению Суюнчходжа-хана написал своё историческое сочинение «Зубдат ал-асар» на староузбекском языке.
По мнению академика В. В. Бартольда, исторический труд Масуд бен Османи Кухистани «Та’рих-и Абу-л-Хайр-хани» основан на рассказе кого-то из участников, возможно самого Суюнчходжа-хана, и по другим мнениям на не сохранившихся документах.
С именем Суюнчходжа-хана связано возведение в Ташкенте известного чарбага, сада из четырёх частей «Кайкаус». В этом саду собирались поэты, писатели, музыканты и знатоки фикха или мусульманского права и проводились литературные диспуты — меджлисы и праздники. Также в саду располагались ставка хана Ташкента и лечебница в основном для раненых при сражении узбекских султанов.

## Семья

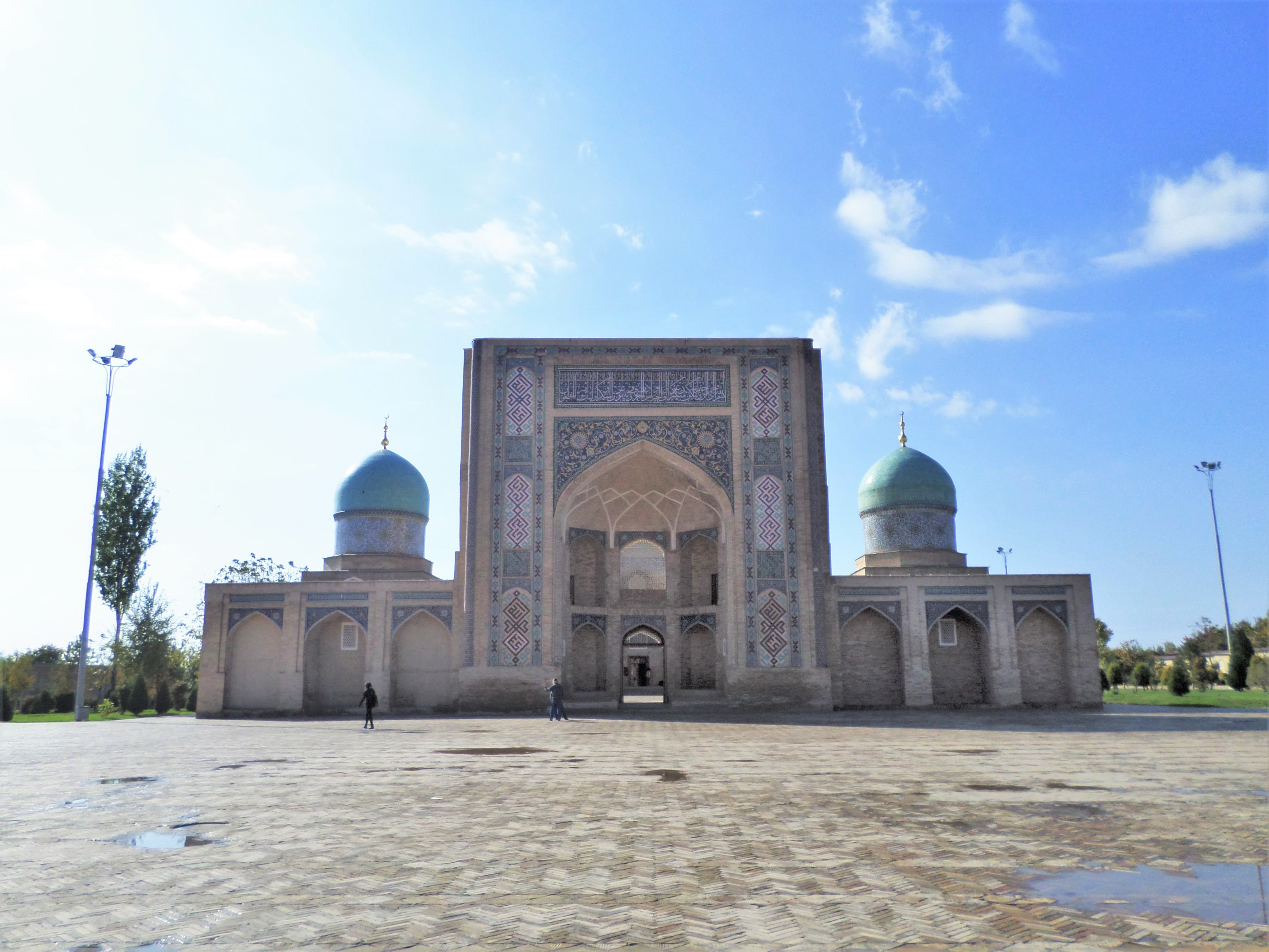
Медресе Баракхана. Место, где покоится Суюнчходжа-хан. Построено в 1531—1532 годы по указанию его сына Науруз Ахмед-хана

У Суюнчходжа-хана было два сына: Кельди Мухаммед-хан (1525—1532), который правил в Ташкенте, и Науруз Ахмед-хан, который тоже правил в Ташкенте в 1532—1551 годы и был провозглашён ханом в Самарканде в 1552—1556 годы.
Его внуки Баба-хан и Дервиш-хан совместно правили Ташкентом, Андижаном и Туркестаном.

## Смерть
Суюнчходжа-хан скончался в Ташкенте в 1525 году. По легенде, Суюнходжа-хан похоронен в Туркистане и там находится его надгробие. Но легенда не соответствует исторической действительности. Усыпальница Суюнчходжа-хана — мавзолей Кук-Гумбаз находится в архитектурном комплексе медресе Баракхана, в ансамбле Хазрати Имам, в Ташкенте.
В 1525 году власть в ташкентском уделе переходит к его сыну Кельди Мухаммеду. В историческом сочинении «Зубдат ал-асар», написанном современником хана Абдаллахом Насруллахи, в рассказе о смерти Суюнчходжа-хана, говорится, что хан перед смертью призвал своего сына — «султана-султанов», то есть Келди Мухаммеда (Мухаммед-султана), и передал ему власть.